# Areraj
Areraj (en hindi: अरेराज ) es una ciudad de la India, en el distrito de Purba Champaran, estado de Bihar.

## Geografía
Se encuentra a una altitud de 68 m s. n. m. a 144 km de la capital estatal, Patna, en la zona horaria UTC +5:30.

## Demografía
Según estimación 2011 contaba con una población de 24 628 habitantes.